# Bertoldo di Baviera
Bertoldo di Baviera (dopo il 900 – 23 novembre 947) fu duca di Baviera dal 938 alla morte.

## Biografia
Era figlio più giovane del margravio Liutpoldo e sua moglie Cunegonda, figlia di conte palatino di Svevia Bertoldo I e di Gisella, figlia di Ludovico II il Germanico ed Emma di Baviera. Lo zio materno era il duca Ercangero di Svevia. Ricevette il nome di uno dei suoi zii materni.
Bertoldo divenne un conte all'interno del ducato di Carinzia nel 926 quando il suo fratellastro maggiore Arnolfo I "il Cattivo" divenne duca di Baviera. Nel 927 il re Enrico l'Uccellatore gli concesse l'intero ducato di Carinzia. Quando nel 938 Eberardo, figlio e successore di Arnolfo, che tentò di mantenere l'autonomia del ducato di Baviera, venne deposto dal nuovo re Ottone I e quest'ultimo venne sostituito dallo zio Bertoldo.
A differenza di suo fratello, Bertoldo venne privato del diritto di nominare vescovi, tant'è che l'anno successivo Ottone nominò Herhold come nuovo vescovo di Salisburgo e l'amministrazione dei beni immobili in Baviera del sovrano venne affidato ad un conte palatino, ruolo ricoperto dal nipote Arnolfo II di Baviera. Bertoldo rimase un fedele alla casa ottoniana per tutta la sua vita.
Egli cercò di sposare una sorella di Ottone I, Gerberga di Sassonia, vedova del duca ribelle Gilberto di Lortaringia († 939), e in seguito cercò di impalmare un'altra sorella del sovrano, Edvige di Sassonia, ma le sue ambizioni matrimoniali fallirono. Secondo Liutprando, le due erano state promesse al duca bavarese da Ottone poco dopo la vittoria nella battaglia di Andernach; Bertoldo scelse di impalmare Edvige, all'epoca ancora non in età da marito. Come già detto, i progetti di unione con la dinastia liudolfingia non andarono a compimento e Bertoldo sposò quindi, attorno al 939, una certa Biltrude, una nobile bavarese. Nel 943 Bertoldo partecipò attivamente alla lotta contro le incursioni degli ungheresi, proteggendo la Baviera dai loro attacchi come aveva fatto suo fratello Arnolfo prima di lui. Il 10 agosto (o 12 agosto) del 943 venne però sconfitto da questi nella battaglia di Wels.
Con l'ascesa al trono ducale di Bertoldo, il ducato di Baviera e la marca di Carinzia furono nuovamente riunite. Alla sua morte nel 947, il "IX Kal Nov", secondo il necrologio del monastero di Sant'Emmerano di Ratisbona, Ottone nominò il proprio fratello Enrico I come duca di Baviera, sposando, per consolidare la sua posizione. la figlia di Arnolfo di Baviera. Giuditta; il tutto avvenne a discapito del figlio minorenne di Bertoldo, Enrico il Giovane. Nel 976 Enrico il Giovane ricevette però in compenso il ducato di Carinzia. Il duca Bertoldo è sepolto nell'abbazia di Niederaltaich.

## Matrimonio e figli
Bertoldo e sua moglie Bieltrude (? - † dopo il 29 settembre 976, quando fondò il convento a Bergen) ebbero due figli:
- Enrico III il Giovane, duca di Carinzia dal 976 al 978 e dal 985 al 989 e duca di Baviera dal 983 al 985.
- Cunigunda, moglie di Ulrich, conte di Schweinachgau.